# 趙以炯
趙以炯（1857年—1906年），字仲莹，号鹤林，贵州贵阳人，祖籍江西南昌，清朝政治人物是貴州第一位狀元。

## 生平
生于咸丰七年（1857年），光绪十二年（1886年）中状元，授翰林院修撰，掌修国史。光绪十七年八月初一（1891年9月3日），调任廣西學政。晚年講學於学古书院。卒光绪三十二年（1906年）。

### 引用
1. ↑  . 广西地方志.   [2013-01-28]. （原始内容存档于2013-10-14）.